# Parc arboretum de Saint-Setiers

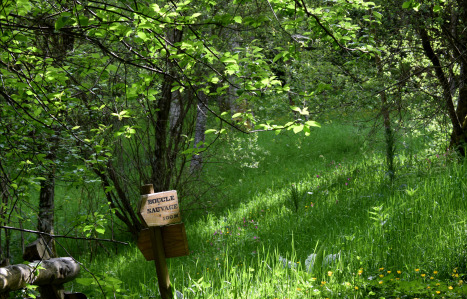
Arboretum de Saint Setiers

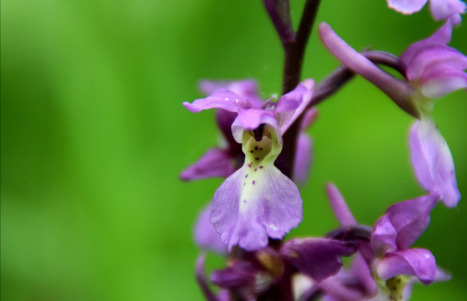
Arboretum de Saint Setiers

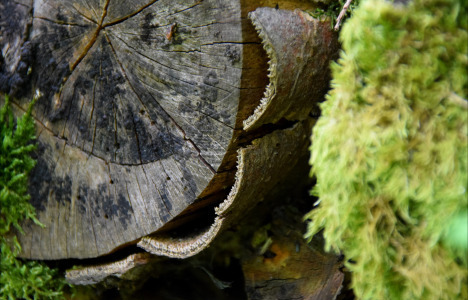
Arboretum de Saint Setiers

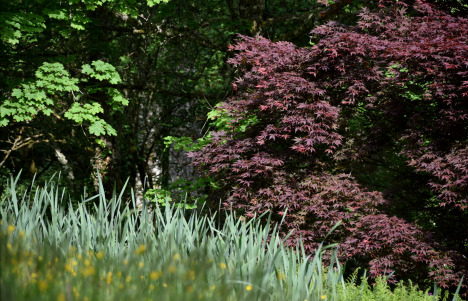
Arboretum de Saint Setiers

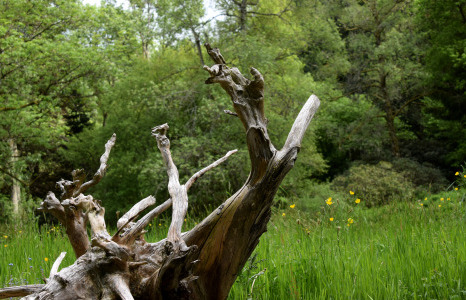
Arboretum de Saint Setiers

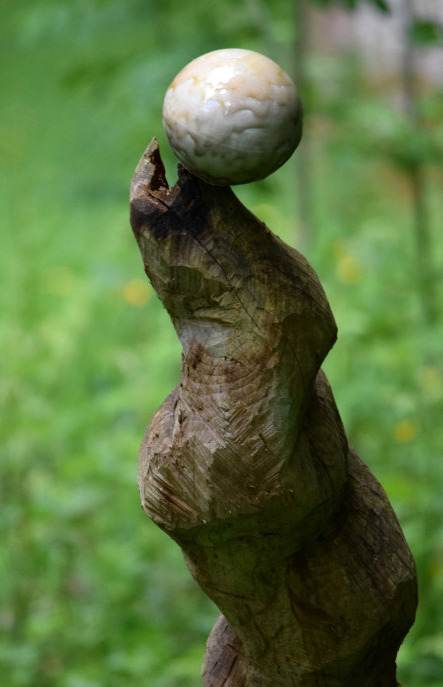
Arboretum de Saint Setiers

Le parc arboretum de Saint-Setiers est un parc privé situé à Saint-Setiers, en Corrèze, Limousin, France. 

## Histoire
Créés au XIXe siècle, le parc et son arboretum contiennent, désormais, environ 115 espèces d'arbres et d'arbustes dont un spécimen de Thujopsis datant de 1802 et un grand douglas de 1895. Cinq kilomètres de sentiers parcourent la forêt, tandis que l'île située sur la rivière est couverte de rhododendrons.
Plusieurs sculptures sont exposées : la sculpture monumentale de terre (La Grande Nageuse) de Gerhard Lentink et celle de Marc Duquesnoy réalisée en 2008 à partir de la souche d'un arbre (bois et porcelaine).

## Accès
Le parc est ouvert tous les jours durant les mois de mai à octobre. Son entrée est payante.

## Liens